# Xanthorhoe monticolaria
Xanthorhoe monticolaria är en fjärilsart som beskrevs av Herrich-Schäffer 1852. Xanthorhoe monticolaria ingår i släktet Xanthorhoe och familjen mätare. Inga underarter finns listade i Catalogue of Life.